# Lukas Maisel
Lukas Maisel (* 1987 in Zürich) ist ein Schweizer Schriftsteller.

## Leben
Lukas Maisel machte eine Lehre als Drucker, danach studierte er am Literaturinstitut Biel. Für seinen Debütroman erhielt er den Förderpreis des Kantons Solothurn und den Terra-nova Preis der Schweizerischen Schillerstiftung sowie einen Werkbeitrag des Kantons Aargau. Für die Recherche des positiv besprochenen Romans, in dem der Forscher Robert Akeret nach dem „missing link“ zwischen Mensch und Tier sucht, verbrachte er mehrere Monate in Indonesien. 2021 war er für den Bachmannpreis nominiert und las auf Einladung von Philipp Tingler den Text Anfang und Ende. Zuletzt wohnte Maisel in Olten.

## Veröffentlichungen (Auswahl)
- Buch der geträumten Inseln. Roman. Rowohlt, Hamburg 2020, ISBN 978-3-498-00202-2.
- Tanners Erde. Novelle. Rowohlt, Hamburg 2022, ISBN 978-3-498-00308-1.[4]
- Buch über Stanislaw Jewgrafowitsch Petrow: Wie ein Mann nichts tat und so die Welt rettete, Hamburg : Rowohlt, März 2025, ISBN 978-3-498-00730-0